# Grand Prix Belgii 1975
Grand Prix Belgii 1975 (oryg. Grote Prijs van Belgie) – szósta runda Mistrzostw Świata Formuły 1 w sezonie 1975, która odbyła się 25 maja 1975, po raz drugi na torze Circuit Zolder.
33. Grand Prix Belgii, 22. zaliczane do Mistrzostw Świata Formuły 1.

## Klasyfikacja
| Poz. | Nr. | Kierowca           | Konstruktor     | Okrążeń | Czas/powód NU | Poz. start. | Punktów |
| ---- | --- | ------------------ | --------------- | ------- | ------------- | ----------- | ------- |
| 1    | 12  | Niki Lauda         | Ferrari         | 70      | 1:43:53.98    | 1           | 9       |
| 2    | 3   | Jody Scheckter     | Tyrrell-Ford    | 70      | + 19.22       | 9           | 6       |
| 3    | 7   | Carlos Reutemann   | Brabham-Ford    | 70      | + 41.82       | 6           | 4       |
| 4    | 4   | Patrick Depailler  | Tyrrell-Ford    | 70      | + 1:00.08     | 12          | 3       |
| 5    | 11  | Clay Regazzoni     | Ferrari         | 70      | + 1:03.84     | 4           | 2       |
| 6    | 16  | Tom Pryce          | Shadow-Ford     | 70      | + 1:28.45     | 5           | 1       |
| 7    | 1   | Emerson Fittipaldi | McLaren-Ford    | 69      | + 1 okrążenie | 8           |         |
| 8    | 8   | Carlos Pace        | Brabham-Ford    | 69      | + 1 okrążenie | 2           |         |
| 9    | 14  | Bob Evans          | BRM             | 68      | + 2 okrążenia | 20          |         |
| 10   | 18  | John Watson        | Surtees-Ford    | 68      | + 2 okrążenia | 18          |         |
| 11   | 28  | Mark Donohue       | Penske-Ford     | 67      | + 3 okrążenia | 21          |         |
| 12   | 30  | Wilson Fittipaldi  | Fittipaldi-Ford | 67      | + 3 okrążenia | 24          |         |
| NU   | 22  | François Migault   | Hill-Ford       | 57      | Zawieszenie   | 22          |         |
| NU   | 9   | Vittorio Brambilla | March-Ford      | 54      | Hamulce       | 3           |         |
| NU   | 6   | Jacky Ickx         | Lotus-Ford      | 52      | Hamulce       | 16          |         |
| NU   | 5   | Ronnie Peterson    | Lotus-Ford      | 36      | Hamulce       | 14          |         |
| NU   | 21  | Jacques Laffite    | Williams-Ford   | 18      | Skrz. biegów  | 23          |         |
| NU   | 10  | Lella Lombardi     | March-Ford      | 18      | Silnik        | 17          |         |
| NU   | 23  | Tony Brise         | Hill-Ford       | 17      | Silnik        | 7           |         |
| NU   | 24  | James Hunt         | Hesketh-Ford    | 15      | Przen napędu  | 11          |         |
| NU   | 17  | Jean-Pierre Jarier | Shadow-Ford     | 13      | Wypadł z toru | 10          |         |
| NU   | 20  | Arturo Merzario    | Williams-Ford   | 2       | Sprzęgło      | 19          |         |
| NU   | 26  | Alan Jones         | Hesketh-Ford    | 1       | Wypadek       | 13          |         |
| NU   | 2   | Jochen Mass        | McLaren-Ford    | 0       | Wypadek       | 15          |         |